# Futuro sobre el DAX
El Futuro sobre el Dax es un contrato de futuros que tiene por activo subyacente al índice DAX, uno de los índices de la Bolsa de Fráncfort.
Su negociación se produce en el mercado electrónico EUREX.
Sus características son:
- Multiplicador: 25 €.
Importe por el que se multiplica el índice para obtener su valor monetario. Por tanto, cada punto del índice tiene un valor de 25 €.

- Nominal de los contratos: el nominal se obtiene multiplicando el índice por el multiplicador.
De esta forma si el futuro del Dax tiene un precio de 4.500 puntos su valor nominal es de 112.500 €.

- Forma de cotización: puntos de índice, con un decimal y con una fluctuación mínima de medio punto.
Así por ejemplo, para un precio de 4.500 del futuro del DAX, su cotización inmediata inferior será 4499,5 y la inmediata superior será de 4500,5.

- Meses de vencimiento: tres vencimientos abiertos: marzo, junio, septiembre y diciembre.

- Último día de negociación: tercer viernes del mes de vencimiento. Si ese día es no hábil de negociación, pasa a ser el día hábil inmediatamente anterior. El día de vencimiento la negociación termina a las 13:00.

- Liquidación: el precio de liquidación del futuro a vencimiento se obtiene a través de una sola observación (a las 13:00) del índice DAX en el XETRA.

- Precio de liquidación diaria: media bid-ask al cierre de la sesión, redondeada por exceso.

- Garantías: 9.000 € por contrato, equivalente a 360 puntos de índice.

- Horario de negociación: de 1:00 a 22:00.